# ファクサ湾

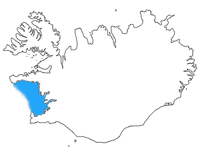
ファクサ湾の位置

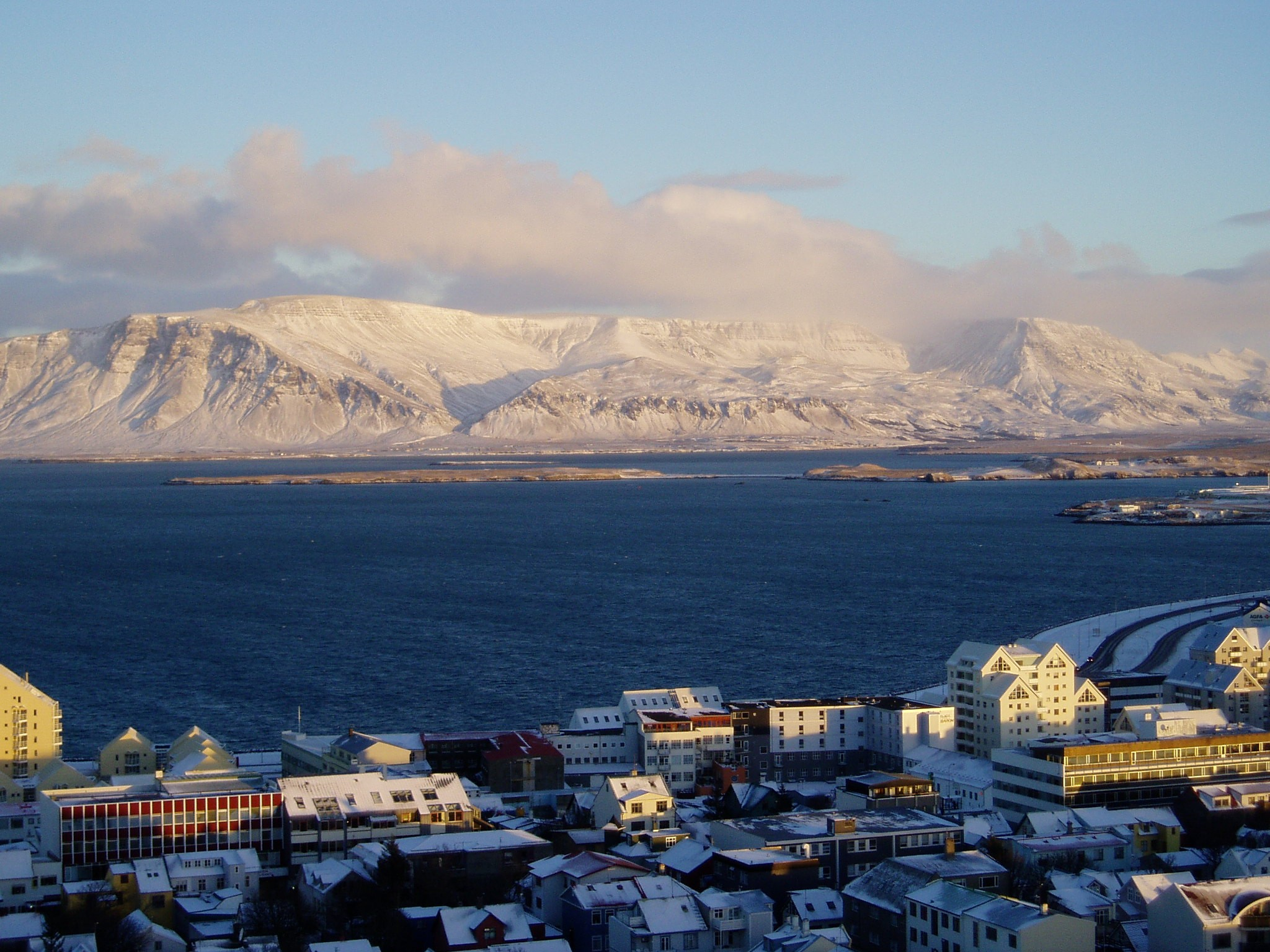
レイキャビクの町とファクサ湾

ファクサ湾（ファクサわん、アイスランド語: Faxaflói）は、「たてがみの湾」の意味を持つアイスランド西部にある湾。大西洋に向けて西に開けており、北にスナイフェルスネス半島、南にレイキャネース半島がある。湾の南東にはレイキャビクやアクラネースの町がある。沿岸部はフィヨルドが発達している。
座標: 北緯64度24分 西経23度00分 / 北緯64.400度 西経23.000度